# Języki dajskie
Języki dajskie, taj-kadaj, kadaj lub kra-daj – rodzina językowa obejmująca szereg języków używanych w południowo-wschodniej Azji i południowych Chinach.

## Pochodzenie i pokrewieństwo
Dawniej wliczano je do języków sino-tybetańskich, lecz obecnie przyjmuje się, że stanowią odrębną rodzinę. Czasem sugeruje się związki z językami austronezyjskimi, łącząc je w ramach rodziny zwanej austro-tajską albo nawet większej, nadrodziny austryckiej.
Roger Blench wysunął hipotezę, że jeśli istnieje jakieś austro-dajskie pokrewieństwo, jest rzeczą mało prawdopodobną, aby miało charakter siostrzeństwa, jak tradycyjnie postulowano, a raczej, że języki kadaiskie mogą być częścią austronezyjskich, których użytkownicy przenieśli się z Filipin na Hajnan, a stamtąd rozprzestrzenili się na terytorium dzisiejszych Chin, gdzie daicka część języków kadaiskich uległa „radykalnej restrukturyzacji” pod wpływem języków hmong-mien i chińskiego.
Podobną hipotezę, którą mogą poprzeć badania genetyczne, wysunął Laurent Sagart. Przypuszcza on, że język pradajski był w istocie wczesnym językiem austronezyjskim, którego użytkownicy, już po osiedleniu się pra-austronezyjczyków czy raczej mieszkańców wybrzeża wschodnich Chin na wyspie Tajwan i rozwoju języka praaustronezyjskiego, tysiące lat temu przewędrowali znów z północno-wschodniego Tajwanu na południowo-wschodnie wybrzeże Chin.
Wyraźne podobieństwa w słownictwie dajskim i austronezyjskim mogłyby być więc wyjaśnione jako współdziedziczony słownik albo jako prehistoryczne zapożyczenia z hipotetycznego i nieznanego (choć możliwe, że związanego z pramalajsko-polinezyjskim) języka austronezyjskiego.
Sagart zasugerował również bardzo dalekie związki języków austronezyjskich (do których zaliczał pradajski) z sino-tybetańskimi, które miałyby sięgać swymi korzeniami neolitycznych wspólnot nadbrzeżnych regionów północnych i wschodnich Chin.
Różnorodność języków tai-kadai w południowo-wschodnich Chinach wskazuje, iż właśnie stamtąd pochodzą. Ludy posługujące się językami tajskimi zawędrowały do południowo-wschodniej Azji, zakładając na terytorium zajmowanym niegdyś przez grupy posługujące się językami austroazjatyckimi, zręby państw: tajskiego i laotańskiego.

## Klasyfikacja
Poniższa systematyka jest autorstwa Edmondsona i Solnita (z 1997). Nie ma jednak zgody co do jej ostatecznego kształtu. Ogólnie przyjęta systematyka jest użyta przez Ethnologue.
- Języki hlai
  - dżiamao (Hajnan)
  - hlai (Hajnan)
- Języki gejan (= Języki kadai w Ethnologue) 
  - jerong (chiński interior)
  - gelao (Wietnam, Chiny)
  - laczi (Wietnam, Chiny)
  - biały laczi (Wietnam)
  - bujang (chiński interior)
  - cun (Hajnan)
  - en (Wietnam)
  - qabiao (Laqua, Pupeo) (Wietnam, Chiny)
  - laha (Wietnam)
- Język kam-tai
  - Język be-tai 
    - be (Hajnan)
    - języki tajskie
    - saek (Laos)

  - Język lakkia-kam-sui 
    - Języki lakkia-biao (chiński interior) 
      - lakkia
      - biao

    - Języki kam-sui (chiński interior) 
      - ai-czam
      - cao miao
      - północny dong
      - południowy dong
      - kang
      - mak
      - mulam
      - maonan
      - sui
      - t’en